# Univerzitetna knjižnica Uppsala
Univerzitetna knjižnica Uppsala (švedsko Uppsala universitetsbibliotek) na Univerzi v Uppsali na Švedskem je sestavljena iz 11 predmetnih knjižnic, od katerih je ena v stari glavni stavbi knjižnice Carolina Rediviva. Knjižnica hrani knjige in periodične publikacije, rokopise, glasbene partiture, slike in zemljevide.

## Zgodovina
Natančna lokacija knjižnice v njenih najzgodnejših letih ni znana, vendar je bila univerza od ustanovitve leta 1477 na območju, ki je postalo znano kot Študentski otok ob reki Fyris, kjer je bil kasneje zgrajen akademski mlin – danes pokrajinski muzej. Leta 1566 je kralj Erik XIV. Švedski podaril staro kapiteljsko dvorano, južno od stolnice v Uppsali, za predavanja. Po izgradnji Gustavianuma v 1620-ih se je ta stavba imenovala Collegium vetus ali Gamla akademien ('stara akademija'), dokler je leta 1704 ni konzistorij (univerzitetni odbor) preimenoval v Academia Carolina v čast kraljem Karlu IX., Karlu XI. in Karlu XII. Ko je bila sčasoma zgrajena nova stavba knjižnice, je dobila ime Carolina Rediviva, 'oživljena Carolina', v čast stari stavbi, vendar je bila postavljena na povsem drugo mesto.
Približno leta 1871 je knjižnica vsebovala približno 200.000 zvezkov in 8.000 rokopisov, vključno s Codex Argenteus. To je iluminirani rokopis iz 6. stoletja, ki je prvotno vseboval del prevoda krščanske Biblije v gotski jezik iz 4. stoletja.
Knjižnica je ostala v Gustavianumu, ki je na srečo leta 1702 ušel požarom, vse do dokončanja Caroline Redivive leta 1841. Carolina Rediviva je od takrat ohranila status osrednje knjižnice univerze, dokler reorganizacija v 1990-ih ni odpravila koncepta centralizirane knjižnične organizacije in razdelila knjižnico na več podružničnih knjižnic z enakim statusom, pri čemer je bila Carolina dom ene od podružničnih knjižnic, namenjenih humanistiki in družboslovju. Kljub temu osrednje funkcije knjižničnega sistema v veliki meri ostajajo v stavbi, prav tako kot »enote kulturne dediščine« (oddelek za rokopise in glasbo ter oddelek za zemljevide in tiske).
Vzporedno z razvojem osrednje knjižnice so imeli »seminarji« (kasneje imenovani »oddelki«) univerze svoje knjižnice. Trenutno so zbirke knjižnice razpršene po predmetnih knjižnicah. Leta 2004 se je večina predmetnih knjižnic na Filozofski, Jezikoslovni in Teološki fakulteti združila v novo knjižnico Karin Boye v Centru za humanistiko English Park, poleg starega pokopališča.

## Nekateri pomembni rokopisi in zbirke
Univerzitetna knjižnica v Uppsali je bila v začetku 17. stoletja zgrajena predvsem z velikimi donacijami zaseženih knjižnic iz samostanov, zlasti tiste v Vadsteni in samostanu Greyfriars v Stockholmu (vključno s knjigami, ki jih je podaril Kanutus Johannis), in pomembno zbirko barona Hogenskilda Bielkeja, ki je bil usmrčen leta 1605 in čigar knjižnico je krona zasegla ter jo leta 1621 podaril Gustav Adolf.
Leta 1669 je univerzitetna knjižnica prejela Codex Upsaliensis, enega od štirih glavnih rokopisov Prozne Edde.
Številne vojne, v katerih je Švedska sodelovala v 17. stoletju, so na Švedsko prinesle številne pomembne rokopise in zbirke kot vojni plen, od katerih so nekateri sčasoma končali v Uppsali. (Na primer, leta 1626 so Švedi iz poljskega Kolegium Jezuitów w Braniewie izropali približno 1300 knjig in rokopisov). Najbolj znan primer je Codex Argenteus (»Srebrna Biblija«), večina ostankov prevoda Nove zaveze v gotico škofa Ulfilasa, ki je bil izropan v Pragi. Drug primer je Copernicana, glavni del knjižnice astronoma Nikolaja Kopernika, ki ga je švedska vojska izropala v Krakovu. Tako imenovana Cesarjeva Biblija je bila izgubljena, ko so švedske čete zasedle Goslar v Nemčiji, in je sčasoma tudi končala v univerzitetni knjižnici Uppsala.
Kasnejše donacije in nakupi vključujejo številne arhive in zbirke različnih švedskih družin in posameznikov, kot so osebni dokumenti kralja Gustava III., ki so bili zapuščeni knjižnici, da bi jih odprli šele 50 let po kraljevi smrti.
Med novejše pridobljene zbirke spadata Bibliotheca Walleriana in zbirka rokopisov Waller, ki jo je zbral dr. Erik Waller, in jo je knjižnica delno podarila, delno pa kupila. Je ena največjih knjižnic knjig, ki se ukvarjajo z zgodovino znanosti in medicine, ter zbirka rokopisov, ki večinoma vsebuje pisma pomembnih znanstvenikov. Zbirka rokopisov je v postopku skeniranja in objave na spletu.
Zbirka Bodoni je največja zbirka grafik Giambattiste Bodonija (1740–1813) zunaj njegove rodne Parme. Leta 1959 jo je podaril industrialec Erik Kempe, kasneje pa je bila razširjena s sredstvi, doniranimi hkrati.
Glasbene zbirke vključujejo zbirko Düben, ki jo je od leta 1640 do 1718 zbirala družina Düben, nemška družina glasbenikov, katere člani so bili Hofkapellmeisterji kraljevega dvornega orkestra. Vsebuje velik izbor glasbe iz 17. stoletja, predvsem pomembna dela Buxtehudeja, ki niso ohranjena drugje. Zbirka Düben je bila katalogizirana in je v postopku skeniranja in objave na spletu: 
Druge glasbene zbirke so tiste iz dvorcev Leufsta in Gimo, zbirka Huga Alfvéna, zbirka Josepha Martina Krausa in različne zbirke, ki so bile odvzete kot vojni plen, kot je Cancionero de Uppsala, zbirka španske glasbe iz 16. stoletja, natisnjena v Benetkah leta 1556 in ni ohranjena v nobenem drugem izvodu.

## Trenutna organizacija
Knjižnico vodi direktorica knjižnice, glavna knjižničarka (trenutno Johanna Hansson).

### Predmetne knjižnice
- Carolina Rediviva
- Knjižnica Karin Boye. (Poimenovana po pisateljici Karin Boye.)
- Knjižnica Blåsenhus
- Knjižnica Daga Hammarskjölda in prava. (Poimenovana po generalnem sekretarju ZN Dagu Hammarskjöldu.)
- Knjižnica za ekonomske vede
- Knjižnica Blåsenhus
- Medicinska knjižnica
- Biomedicinska knjižnica
- Knjižnica Ångström. (V laboratoriju Ångström in poimenovana po Andersu Jonasu Ångströmu in njegovem sinu Knutu Ångströmu.)
- Knjižnica za vede o Zemlji
- Biološka knjižnica
- Knjižnica Almedalen (Gotland)

### Oddelek za posebne zbirke
- Zgodnje tiskane knjige in posebne zbirke
- Rokopisi in glasba
- Zemljevidi in slike
- Varstvo

## Carolina Rediviva
Carolina Rediviva je del Univerzitetne knjižnice Uppsala v Uppsali. Gradnja stavbe se je začela leta 1820 in bila dokončana leta 1841. Prvotni arhitekt je bil Carl Fredrik Sundvall. Kasnejše dozidave sta zasnovala Axel Johan Anderberg in Peter Celsing. Ime, dobesedno »Oživljena Carolina«, je dobila v spomin na staro stavbo Academia Carolina, ki je večino 18. stoletja delovala kot univerzitetna knjižnica. Carolina Rediviva je najstarejša in največja univerzitetna knjižnica v državi.